# Néstor Giménez
Néstor Rafael Giménez Florentín (ur. 24 lipca 1997 w Itá) – paragwajski piłkarz występujący na pozycji lewego obrońcy, od 2023 roku zawodnik Libertadu.